# Worldwatch Institute
L'Institut d'Observació del Món, en anglès Worldwatch Institute, s'etiquetava a si mateix "una organització de recerca independent que treballa per una societat sostenible ambientalment i socialment justa en la qual les necessitats de tothom es satisfan sense amenaçar la salut del medi natural o el benestar de les generacions futures." Cada any publicava el llibre L'Estat del món. Es fundà l'any 1974 i el seu líder és Lester Brown. Va acabar la seva activitat el 2017.
L'Estat del món és un llibre que es publica anualment pel Worldwatch Institute. La col·lecció intenta identificar els desafiaments ambientals més importants del planeta. A Catalunya, la publicació és editada pel Centre UNESCO de Catalunya. En el seu controvertit llibre The Skeptical Environmentalist ("L'ambientalista escèptic") publicat el 2001, el politòleg danès Bjørn Lomborg parlava del llibre com «una de les publicacions sobre estratègia ambiental més ambiciosa i més treballada». No obstant això, també la critica per indicar que les tendències a curt termini esdevindran desastres, quan no s'accepta aquesta tendència s'observa que serà beneficiosa a llarg termini. Lamborg va posar com a exemple les prediccions de l'increment del preu del blat i la disminució del seu comerç mundial.